# Прохорівська сільська рада (Борзнянський район)
Прохорі́вська сільська́ ра́да — адміністративно-територіальна одиниця та орган місцевого самоврядування в Борзнянському районі Чернігівської області. Адміністративний центр — село Прохори.

## Загальні відомості
- Територія ради: 15 км²
- Населення ради: 986 осіб (станом на 2001 рік)

Прохорівська сільська рада зареєстрована 1918 року. Стала однією з 26-ти сільських рад Борзнянського району і одна з 16-ти, яка складається більше, ніж з одного населеного пункту.

## Населені пункти
Сільській раді підпорядковані населені пункти:
- с. Прохори (816 осіб)
- с. Шевченка (170 осіб)

## Освіта
На території сільради діє Прохорська ЗОШ І-ІІІ ст.

## Склад ради
Рада складається з 12 депутатів та голови.
- Голова ради: Демченко Любов Андріївна
- Секретар ради: Гуськова Надія Борисівна

### Керівний склад попередніх скликань
| Прізвище, ім'я, по батькові | Основні відомості                                                         | Дата обрання | Дата звільнення |
| --------------------------- | ------------------------------------------------------------------------- | ------------ | --------------- |
| Ковтун Ніна Іванівна        | Сільський голова, 1958 року народження, позапартійна                      | 26.03.2006   | 31.10.2010      |
| Демченко Любов Андріївна    | Сільський голова, 1963 року народження, освіта вища, член Народної партії | 31.10.2010   |                 |

Примітка: таблиця складена за даними сайту Верховної Ради України

### Депутати
За результатами місцевих виборів 2010 року депутатами ради стали:

#### За суб'єктами висування
| Суб'єкт висування                                       | Кількість обраних депутатів | %    |
| ------------------------------------------------------- | --------------------------- | ---- |
| Політична партія Всеукраїнське об'єднання «Батьківщина» | 5                           | 41,7 |
| Народна партія                                          | 3                           | 25   |
| Партія регіонів                                         | 1                           | 8,3  |
| Політична партія «Сильна Україна»                       | 1                           | 8,3  |
| Самовисування                                           | 1                           | 8,3  |
| Українська Народна Партія                               | 1                           | 8,3  |

#### За округами
| № округу                                                | Прізвище, ім'я, по батькові    | Дата визнання обраним | Освіта             | Партійна приналежність                        | Відомості про обраного депутата                               |
| ------------------------------------------------------- | ------------------------------ | --------------------- | ------------------ | --------------------------------------------- | ------------------------------------------------------------- |
| Народна Партія                                          |                                |                       |                    |                                               |                                                               |
| 3                                                       | Лахно Валентина Василівна      | 03.11.2010            | середня            | член Народної партії                          | пенсіонер                                                     |
| 4                                                       | Настенко Ольга Анатоліївна     | 03.11.2010            | середня спеціальна | член Народної партії                          | Прохорівська сільська рада, касир сільської ради              |
| 5                                                       | Гуськова Надія Борисівна       | 03.11.2010            | середня спеціальна | член Народної партії                          | Прохорівська сільська рада, секретар сільської ради           |
| Партія регіонів                                         |                                |                       |                    |                                               |                                                               |
| 7                                                       | Сич Тамара Анатоліївна         | 03.11.2010            | середня спеціальна | член Партії регіонів                          | Прохорівська загальноосвітня школа І-ІІІ ст., вчитель         |
| Політична партія Всеукраїнське об'єднання «Батьківщина» |                                |                       |                    |                                               |                                                               |
| 1                                                       | Сова Валентина Іванівна        | 03.11.2010            | середня            | член Всеукраїнського об'єднання «Батьківщина» | ТОВ «Прохор-ське», інспектор по кадрах                        |
| 2                                                       | Тимошенко Орися Дмитрівна      | 03.11.2010            | середня            | член Всеукраїнського об'єднання «Батьківщина» | тимчасово не працює                                           |
| 6                                                       | Луценко Ганна Костянтинівна    | 03.11.2010            | середня            | член Всеукраїнського об'єднання «Батьківщина» | тимчасово не працює                                           |
| 9                                                       | Чикало Ніна Іванівна           | 03.11.2010            | середня спеціальна | член Всеукраїнського об'єднання «Батьківщина» | ТОВ «Прохор-ське», бух галтер                                 |
| 11                                                      | Родькіна Раїса Костянтинівна   | 03.11.2010            | середня            | член Всеукраїнського об'єднання «Батьківщина» | ТОВ «Прохор-ське», обліковець МТФ                             |
| Політична партія «Сильна Україна»                       |                                |                       |                    |                                               |                                                               |
| 10                                                      | Галата Ніна Іванівна           | 03.11.2010            | середня спеціальна | член Політичної партії «Сильна Україна»       | Прохорівська лікарсь-ка амбула- торія, молодша медична сестра |
| Українська Народна Партія                               |                                |                       |                    |                                               |                                                               |
| 8                                                       | Павелко Анатолій Володимирович | 03.11.2010            | вища               | член Української Народної Партії              | приватний підприємець                                         |
| Самовисування                                           |                                |                       |                    |                                               |                                                               |
| 12                                                      | Брязкало Наталія Андріївна     | 03.11.2010            | середня спеціальна | позапартійна                                  | тимчасово не працює                                           |